# 青山良道
青山 良道（あおやま よしみち、1914年（大正3年）3月31日 - 1986年（昭和61年）4月23日）は、日本の政治家、教諭。東京都中野区長（2期）、東京都議会議員（3期）を務めた。
長男は石原慎太郎東京都知事の下で東京都副知事を務めた青山佾。

## 概要
静岡県御殿場市生まれ。1943年立正大学専門部地理学科卒業。東京府立第三中学校（現・東京都立両国高等学校）教諭、東京都高等学校教職員組合委員長を務めた。
1955年、日本社会党公認で東京都議会議員選挙に出馬し、初当選を果たした。3期目任期中の1965年に都議を辞職した。
1971年2月26日から1979年2月9日まで足掛け3期、中野区教育委員を務めた。
1973年6月、日朝協会東京都連合会の呼びかけにより、「関東大震災50周年朝鮮人犠牲者追悼行事実行委員会」が結成された。実行委員会は追悼碑建立と調査に担当が分かれ、青山は碑建設実行委員長に就いた。同年9月29日、600人近くの個人、250近くの団体の協賛により「関東大震災朝鮮人犠牲者追悼碑」が墨田区の横網町公園に建立された。
1979年4月22日に行われた中野区長選挙に社会党・共産党・社民連・革自連の推薦を受けて立候補。自民党・公明党・民社党・新自由クラブの推薦を受けた元都職員の佐久間稔との一騎打ちとなったため、メディアは統一地方選挙前半日程（4月8日）に行われた都知事選挙と比較し、「中野区長選は都知事選ミニ版」と横見出しで報じた。基礎票において青山は決定的に不利だと観測された。区長選と同日に行われる区議選で、社会・共産・社民連の立候補者19人に対し自民・公明・民社・新自クの立候補者は39人だった。前任区長の大内正二は都知事選で自公民推薦の鈴木俊一を支援したが、区長選では青山支持を鮮明にし、「中野に何の縁もなく、中野の事情をわきまえないものが突然のごとく現れて区長になろうというのは、まったく区民を愚弄するものである。これでは何のために区長公選を勝ち取ったのかわからない」と佐久間を批判した。佐久間はもともと北区に住んでおり、出馬するとしたら北区長選を考えていたが、中野区長選に擁立されたことから前年9月に自民党都議の支持者が所有する東中野のマンションに転居していた。青山には、共産党や進歩的文化人でつくる「みんなで中野を育てる区民連合」も支援した。開票の結果、青山が佐久間を僅差で破り初当選した。
区長在任中は、大内前区長時代に条例が成立していた、全国初の教育委員の準公選（中野区教育委員候補者選定に関する区民投票条例を参照）を、政府や自由民主党の反対を押し切り、実施。1982年には「憲法擁護・非核都市宣言」を区議会で可決し、1984年の第1回非核自治体国際会議に出席する。
2期目在任中の1986年4月23日、急性心不全のため愛誠会中野病院で死去した。72歳没。翌月下旬には中国北京市西城区で、姉妹都市提携の調印式に出席する予定であった。